# Pénétrante d'Azbane
L'autoroute A102 ou pénétrante d'Azbane est une autoroute marocaine, longue de 1,5 km, reliant le sud-ouest Casablanca à l'autoroute Rabat - Safi. Il s'agit d'une des 2 pénétrantes accédant à Casablanca, en plus d'être un des 7 accès à la ville par l'autoroute. Il s'agit également d'une des 3 pénétrantes reliées à l'A1 et de l'unique pénétrante du réseau à posséder une aire de service malgré son parcours très court.

## Tracé
| Nom inaugural       | Nom actuel | Section             | État (2020)       | Longueur |
| ------------------- | ---------- | ------------------- | ----------------- | -------- |
| Pénétrante d'Azbane | A102       | Pénétrante d'Azbane | En service (2004) | 1.5 km   |

## Sorties
| Elément                                          | Kilomètre | Itinéraire                                                                                  | Routes                |
| ------------------------------------------------ | --------- | ------------------------------------------------------------------------------------------- | --------------------- |
| Échangeur entre A102, · Rocade Sud-Ouest et 3009 | km 0      | بـــوسكــورة Bouskoura                                                                      | 3009 Rocade Sud-Ouest |
| Échangeur entre A102, · Rocade Sud-Ouest et 3009 | km 0      | الدارالـبـيـضـاء Casablanca                                                                 | 3009 Rocade Sud-Ouest |
| Échangeur entre A102, · Rocade Sud-Ouest et 3009 | km 0      | الدارالـبـيـضاء عبر الطريق الساحلي دار بــوعـزة Casablanca par la route côtière Dar Bouazza | 3009 Rocade Sud-Ouest |
| Aire de service · (sens Casablanca - A1)         | km 0      | Aire de service Lissasfa                                                                    |                       |
| Échangeur entre A102 et A1 · Fin de pénétrante   | km 1      | الــربــاط مـــــراكــــش Rabat Marrakech                                                   | A1                    |
| Échangeur entre A102 et A1 · Fin de pénétrante   | km 1      | حد السوالـم الجديــدة Had Soualem El Jadida                                                 | A1                    |